# カレル・ローデン
カレル・ローデン（Karel Roden 1962年5月18日 - ）は、チェコの俳優。
チェスケー・ブジェヨヴィツェ出身。祖父の代からの俳優一族に生まれ育つ。プラハ芸術アカデミーに学ぶ。
『15ミニッツ』以降、ハリウッド映画への出演も増えたが、現在もプラハに在住している。
ハリウッド映画では、ロシア人など東欧系の悪役を演じる事が多い。

## 主な出演作品
- クラッカージャック Crackerjack 2 (1997)
- 15ミニッツ 15 Minutes (2001)
- ブレイド2 Blade II (2002)
- バレット モンク Bulletproof Monk (2003)
- ボーン・スプレマシー The Bourne Supremacy (2004)
- デッド・フィッシュ Dead Fish (2004) 劇場未公開
- ヘルボーイ Hellboy (2004)
- ラストフロント -1944英米連合軍マーケット・ガーデン作戦- The Last Drop (2005) 劇場未公開
- ワイルド・バレット Running Scared (2006)
- ホーンテッド The Abandoned (2006) 劇場未公開
- Mr.ビーン カンヌで大迷惑?! Mr. Bean's Holiday (2007)
- ラルゴ・ウィンチ 宿命と逆襲 Largo Winch (2008)
- ロックンローラ RocknRolla (2008)
- グランド・セフト・オートIV Grand Theft Auto IV (2008) ビデオゲーム、ミカイル・ファウスティン役（声の出演）
- エスター Orphan (2009)
- クライムダウン A Lonely Place to Die (2011) 劇場未公開
- レッド・バレッツ Cat Run (2011) 劇場未公開
- 武器人間 Frankenstein's Army (2013)
- マクマフィア McMafia (2018) (BBC One/AMC ミニシリーズ)

このほか、母国チェコでの映画、テレビドラマ出演多数。